# 戴綺霞
戴綺霞（1918年—） ，原名戴志蘭，京劇演員，工旦行，生於新加坡。母親筱鳳鳴，知名梆子戲的青衣演員。戴綺霞幼年立志學戲，7歲開始學習文武老生，9歲時正式習練旦角的「蹺功」。
戴綺霞師承京劇花旦小楊月樓（楊慧儂）。1942年，她收下大弟子關肅霜。1948年，她率劇團赴台灣。1974年起，她於國光劇藝實驗學校等學校執教。她在臺灣有「京劇皇后」美稱。其夫王韻武亦為京劇演員，工生行。

## 生平
戴綺霞年74歲時演出《辛安驛》飾演周鳳英，85歲演出《紅娘》飾演紅娘；以90歲高齡演出了名劇《穆桂英掛帥》，94歲還能下腰演出《貴妃醉酒》更轟動一時。
戴綺霞目前居於台北市，致力於傳授京劇，年過九十仍不定期公演。2012年，她獲得臺北市政府「臺北市傳統藝術藝師獎」。
戴綺霞在高齡100歲之際，演出了《觀音得道》劇中的妙善公主，也正式告別了京劇舞台。

## 榮譽
戴綺霞於2014年10月榮獲中華民國文化部「第三屆國家文化資產保存獎」評審委員特別獎。

## 收徒
- 大弟子關肅霜
- 再傳弟子侯丹梅[4]

## 外部連結
- 霞觴百壽：戴綺霞的京劇藝術- 首頁| Facebook （页面存档备份，存于）